# Phusion Passenger
Phusion Passenger(非公式にはmod_railsとmod_rackともいう)はApache HTTP Server及びnginx用のフリー・モジュールである。これはRuby on Railsで構築されたものなど、Rubyのウェブアプリケーションのソフトウェアデプロイメントができる。これはRubyGemsのパッケージとして提供されており、Unix系オペレーティングシステムでサポートされている。Phusion PassengerはRackインターフェースによるRubyのウェブアプリケーションもサポートしている。
Phusion PassengerはRuby on Railsアプリケーションの「推奨デプロイ・セットアップ」で、Ruby on Railsの著者が推薦している。 Ruby Enterprise EditionとPhusion Passengerを組み合わせると、Railsのメモリ消費量を33%削減でき、性能を向上させることができると言われている。 ただし、Ruby Enterprise Editionの開発やサポートは終了していることに注意。
Passengerのバージョン2.0では、WSGIがサポートされた。またPythonアプリケーションを扱うことができるようになった。
2024年10月現在、バージョンは6.0.19であり、Unicornの最大4倍、Puma及びTorqueboxの最大2倍の性能を実現すると言われている。

スタンドアロンバージョンのPassengerがあれば、別々のバージョンのRubyのバージョンを同じWebサーバで実行することができる。